# Mauno Manninen
Erkki Mauno Gustaf Manninen (26. června 1915, Helsinky – 14. září 1969 Kangasniemi) byl finský ředitel divadla, malíř a básník. Nejznámější je jako zakladatel divadla Intimiteatteri. Jeho rodiči byli básník Otto Manninen (1872–1950) a spisovatelka Anni Swanová (1875–1958). Jeho bratry byli překladatel a spisovatel Antero Manninen (1907–2000) a básník Sulevi Manninen (1909–1936).
Manninen založil Intimiteatteri roku 1949. Na jeho provoz utratil všechny své a matčiny peníze, těžce se zadlužil a pohádal se s bratrem Anterem.
V roce 1965 se Manninen oženil se vdovou po Reinhardu Heydrichovi Linou Heydrichovou. Po krátkém manželství se rozvedl a až do konce života se neoženil. Dožil v Kangasniemi.